# Adelmo Vallecilla
Adelmo Vallecilla (Tuluá, Valle del Cauca, Colombia; 29 de noviembre de 1972) es un exfutbolista colombiano. Jugó como defensa central.

## Clubes
| Club              | País     | Año       |
| ----------------- | -------- | --------- |
| Cortuluá          | Colombia | 1994-1997 |
| Santa Fe          | Colombia | 1998-2001 |
| Atlético Huila    | Colombia | 2002      |
| Boyacá Chicó      | Colombia | 2003-2005 |
| Pumas de Casanare | Colombia | 2006      |